# Jean Arzé
Jean Arzé (* 30. September 1941 in Vannes) ist ein ehemaliger französischer Radrennfahrer und nationaler Meister im Radsport.

## Sportliche Laufbahn
Arzé (auch Arze) war im Straßenradsport aktiv. Als Amateur startete er für die Vereine „VC Neuilly-Plaisance“ und AC Boulogne-Billancourt. Er gewann die Rennen Paris–La Ferté-Bernard 1960, den Circuit des Deux Provinces und die Tour de Guadeloupe (mit zwei Etappensiegen), Paris–Eu, Paris–Verneuil und Paris–Dreux 1963, Tour des Bouches-du-Rhôn und die französische Mannschaftsmeisterschaft, Paris–Forges-les-Eaux, Paris–Pacy, Paris–Mantes und den Grand Prix de l’Équipe et du CV 19e (Paris–Tours Espoirs) 1964. Dazu kamen Etappensiege in der Route de France 1960 und 1962 sowie in der Tour des Bouches-du-Rhône 1963. 1961 wurde Arzé Vizemeister im Straßenrennen der Amateure hinter Jacques Gestraud. Bei den Straßenradsport-Weltmeisterschaften 1961 beendete er das Amateurrennen auf dem 32. Rang.
Von 1964 bis 1967 war Arzé Berufsfahrer. 1966 gewann er eine Etappe der Tour du Morbihan. Im Circuit de la Vienne 1964 wurde er Zweiter, bei Bordeaux–Saintes 1965 Dritter.